# Jean Étienne Casimir Poitevin de Maureilhan
Jean Étienne Casimir Poitevin de Maureilhan, né le 14 juillet 1772 à Montpellier (Hérault), mort le 19 mai 1829 à Metz (Moselle), est un général de division du Premier Empire.

## Biographie
Il est fils de Jacques Alexandre de Poitevin, seigneur de Mezouls, de Maureilhan, de Fabre et de Carignan et de Suzanne Pradels ; son père est receveur des tailles à Montpellier, conseiller de préfecture et directeur de l'Académie royale des sciences. Il a plusieurs frères et sœurs qui se nomment: Durand-Marie- Eustache, Victor-Théodore et Marguerite-Jeanne-Gabrielle.
Le 11 avril 1822 à Montpellier, il est marié à Eugénie Pieyre dont il aura trois enfants : Emma, Juliette et Aline.

## États de service
Issu d'une famille noble du Languedoc, il entre comme élève sous-lieutenant à l'école du génie de Mézières le 12 février 1792, et se fait remarquer au siège de Namur et à l'attaque du fort Villette. Lieutenant le 15 février 1793, et capitaine le 1er juin suivant, il prend une part au bombardement de Maestricht, après lequel le général en chef le charge de retrancher la Forêt de Marmale. En février 1793 le général Bouchet, en sollicitant du ministre de la guerre le grade de capitaine pour les deux frères Poitevin (Casimir et Victor), s'exprime ainsi : « D'après la conduite que je leur ai vu tenir aux attaques de Namur et à celles qui ont suivi, je ne crains pas d'assurer que peu de sujets annoncent de plus heureuses dispositions pour être un jour d'excellents officiers. On ne peut rien ajouter à leur zèle, à leur activité, à leur intelligence ; je ne parle pas de leur bravoure dans les occasions : c'est une qualité inhérente à tous les Français. » 
Le jeune Poitevin (Casimir) se trouve encore à la bataille de Nerwinde, au siège de Menin et à la bataille de Courtrai, et dirige les ouvrages entrepris pour mettre cette place à l'abri d'un coup de main. Plus tard il va prendre part au siège d'Ypres et de Nieuport, à la prise de l'île de Cadsand et au siège de l'Écluse, et devient chef de bataillon le 4 septembre 1794. 
Cette même année il dirige, en qualité de commandant du génie, le siège de Venloo, se trouve à celui de Nimègue, à la prise de la Hollande et au passage du Rhin devant Düsseldorf. Il fait partie de l'armée du Rhin lors du second passage de ce fleuve le 24 juin 1796, et il reçoit à l'occasion de la valeur éclatante qu'il y a déployée, une lettre de félicitation du Directoire. Il assiste à la bataille de Biberach, et se fait particulièrement remarquer pendant la retraite de Moreau, ainsi qu'à la défense de la tête de pont de Huningue, où il commande le génie. 
Il contribue le 20 avril 1797 au nouveau passage du Rhin, et est nommé chef de brigade le 7 juin suivant. Le général Moreau écrit au ministre de la guerre : « Les bons services de cet officier lui ont mérité cet avancement ; il a été employé très utilement au passage du Rhin en l'an IV, s'est distingué pendant la retraite de l'armée en Bavière. Il a été chargé de retrancher et de défendre la tête de pont de Huningue, et cette opération fait infiniment d'honneur à ses talents et à son courage. » 
Le colonel Poitevin est chargé, peu de temps après, de la construction des retranchements du fort de Kehl et du commandement du génie de l'aile droite de l'armée d'Allemagne. Désigné par le général Napoléon Bonaparte pour faire partie de l'expédition d'Égypte, il se signale à la prise de Malte, aux batailles d'Alexandrie et de Chebreiss. Fait prisonnier par les Turcs au commencement de l'an VII, il est détenu à Constantinople en même temps que François Pouqueville et il n'est libéré qu'à la fin de septembre 1801 ; le premier Consul l'emploie immédiatement au comité des fortifications. Il fait partie des cantonnements de Saintes lorsqu'il reçoit le 11 décembre 1803, la croix de chevalier de  la Légion d'honneur et le 14 juin 1804, la décoration d'officier de l'ordre. L'Empereur le nomme en 1804 membre du collège électoral du département de l'Hérault.
Désigné la même année pour faire partie de l'expédition de Saint-Domingue, il prend part à l'attaque et à la prise de la ville des Roseaux. De retour en France, il est appelé au commandement du génie d'un des corps de la Grande Armée, et sa conduite à la prise d'Ulm, au combat de Hollabrunn et à la bataille d'Austerlitz, lui vaut les épaulettes de général de brigade le 25 décembre 1805. 
Employé à l'armée de Dalmatie en 1806 et 1807, il s'est trouvé au combat de Castelnovo, dans lequel il déploie autant d'habileté que de courage ; il reçoit vers ce temps la décoration de chevalier de l'ordre de la Couronne de fer. Chargé de 1808 à 1810 de l'inspection générale des places de la Dalmatie et de l'organisation définitive des directions de Trieste et de Zara, le général Poitevin s'acquitte de ces diverses missions avec beaucoup de zèle et de talent. 
Napoléon lui confère, comme témoignage de sa haute satisfaction, le titre de baron de l'Empire le 18 mars 1808. Appelé en 1812 au commandement du génie d'un des corps de la Grande Armée, il est chargé en 1813 de la défense de Thorn(Torun , en Pologne actuelle). Nommé général de division le 26 avril 1814, il reçoit le 8 juillet suivant la croix du Mérite militaire, et est fait commandeur de la Légion d'honneur le 23 août de la même année.
Le 18 mars 1815, il reçoit l'ordre de se rendre en toute hâte au corps d'armée commandé par le général Maison, chargé de couvrir la capitale à l'approche de Napoléon Ier qui s'avance à marches forcées. Surpris par les événements, il suit la fortune de son général et accompagne le roi à Lille. 
L'Empereur, loin de lui retirer son estime, le désigne le 5 avril pour commander le 5e corps d'observation, devenu armée du Rhin. C'est lui qui négocie, en cette qualité, l'armistice conclu entre les armées française et autrichienne.
Au retour de Gand, le maréchal Gouvion-Saint-Cyr, alors ministre de la guerre, le charge d'opérer le licenciement des troupes du génie réparties sur les divers points du royaume. En 1816, le gouvernement le nomme membre de la commission chargée de la démarcation des frontières du Nord. En 1820 le roi des Pays-Bas le crée, à cette occasion, chevalier de l'Ordre militaire de Guillaume Ier. Louis XVIII lui confère le titre de vicomte par ordonnance du 17 août 1822, et le roi Charles X le nomme grand officier de la Légion d'honneur le 23 mai 1825. Le 20 février 1826, il reçoit la croix de commandeur de l'Ordre du mérite civil de la Couronne de Bavière.
Le général Poitevin de Maureilhan est mort le 19 mai 1829, à Metz. Son nom est inscrit sur l'arc de triomphe de l'Étoile, côté Sud.